# INDUCKS
International Network of Disney Universe Comic Knowers and Sources, forkortet INDUCKS, er en frit tilgængelig online-database over Disney-tegneserier og relateret litteratur.
Det er et internationalt projekt, der indekserer omkring 100.000 Disney-tegneserier på verdensplan, distribueret under sin egen licens. Den komplementeres af sit separate scanningsarkiv af Disney-tegneserier, OUTDUCKS.

## Fodnoter
1. ↑  Inducks lecture (Webside ikke længere tilgængelig) held at the 2008 DDF(R) summer meeting (Webside ikke længere tilgængelig) in Aalborg, Denmark, July 2008.
2. ↑  H. Fluks, F. Stajano, Inducks Licence Version 4B Arkiveret 9. juli 2011 hos  Wayback Machine.